# Сік'юріті, Колорадо
«Сік'юріті, Колорадо» (англ. Security, Colorado) — дебютний драматичний фільм американського режисера, продюсера та актора Ендрю Джілліса, знятий у 2001 році.

## Сюжет
Карен нещодавно переїхала з Боулдера до Сік'юріті, штат Колорадо, щоб бути ближче до свого хлопця Пола. Він допомагає їй отримати  роботу у відео-музичній крамниці. Крім того, вона пише оповідання. Та чогось не вистачає у житті Карен. Хоча вона цього й не говорить, проте, здається, вона незадоволена тим, що Пол проводить час зі своїми приятелями Крістофом і Джанет, які полюбляють випити. Карен видається відстороненою та незадоволеною усім. Одного дня на роботі їй доводиться наздоганяти злодія, Тіффані, після чого вона повертає вкрадений товар назад. Кілька днів по тому вона зустрічає Тіффані в парку і зав'язує з нею розмову. Карен стає трохи одержимою Тіффані. Вона починає сама красти в магазині, а також намагається знайти там роботу для Тіффані. Карен розповідає Полу, що їй потрібен якийсь час для себе, через що в нього виникає багато неприємностей. Поступово життя Карен у Сік'юріті починає розплутуватися та врегульовується.

## У ролях
- Карен Фелбер — Карен
- Пол Шнайдер — Пол
- Чак Снов — Чак Снов

## Цікаві факти
- Фільм є двадцять четвертим, що був відзнятий у рамках руху «Догма 95»
- Щоб справити на глядача враження документальності того, що відбувається, зйомка велася ручними камерами[2]